# رونالد ماكدونالد (أستاذ جامعي)
رونالد ماكدونالد (بالإنجليزية: Ronald MacDonald)‏ هو اقتصادي بريطاني، ولد في 23 أبريل 1955 في اسكتلندا في المملكة المتحدة.